# Ђурђе Нинковић
Ђурђе Нинковић (Београд, 1942) српски је правник, један од обновитеља Демократске странке и члан Крунског већа престолонаследника Александра Карађорђевића.

## Биографија
Рођен је у Београду 1942. године. Његови родитељи Милорад Ђ. Нинковић, резервни коњички официр Југословенске краљевске војске и Вишња (рођена Поповић) су такође били правници.
Завршио је Класичну гимназију и дипломирао на Правном факултету Универзитета у Београду 1964. године, где је окончао и последипломске студије. Ради као адвокат.
Један је од обновитеља рада Демократске странке 1989. године, заједно са др Зораном Ђинђићем, академиком Бориславом Пекићем, Драгољубом Мићуновићем... Напустио је ДС 1992. године, заједно са др Војиславом Коштуницом и са њим основао Демократску странку Србије .
Од фебруара до октобра 2001. године, био је заменик министра правде Републике Србије .
Ђурђe je син власника национализованог Хотел „Асториа”, адвоката Милорада Ђ. Нинковића и унук хотелијерa и предузетника Ђурђa C. Нинковићa, кojи je у Београду caгpaдиo хотелe „Пошта”, отворен 1930. године и „Асториа”, отворен 1938. године.

## Награде и признања
- Велики крст Ордена поларне звезде, доделио краљ Карл XVI Густаф (Краљевина Шведска, 1988);[5]
- Велики крст Краљевског ордена Белог орла, доделио престолонаследник Александар Карађорђевић (2017).[6]
- Златнa плакетa Адвокатске коморе Београда (2023).[7]